# 田名瑜
田名瑜（1890年—1981年），字个石，晚署老顽皮、半痴老人，男，土家族（一作苗族），中国诗人、作家、政治人物。中国同盟会会员，中央文史研究馆馆员，南社诗人。

## 生平
1890年出生于湖南凤凰。